# Кубок мира по спортивной акробатике 1985
5-й кубок мира по спортивной акробатике проводился в Пекине, Китайская народная республика, с 16 по 19 сентября 1981 года.

## Результаты

### Мужские акробатические прыжки

#### Многоборье
| Ранг | Команда       | Страна | Очки  |
| ---- | ------------- | ------ | ----- |
| 1    | Игорь Брикман | СССР   | 29,53 |
| 2    | Фэн Тао       | Китай  | 29,46 |
| 3    | Чжао Чуньхуа  | Китай  | 29,30 |

#### Первое упражнение
| Ранг | Команда          | Страна   | Очки  |
| ---- | ---------------- | -------- | ----- |
| 1    | Игорь Брикман    | СССР     | 19,63 |
| 2    | Чжао Чуньхуа     | Китай    | 18,80 |
| 3    | Светослав Славов | Болгария | 18,59 |

#### Второе упражнение
| Ранг | Команда           | Страна   | Очки  |
| ---- | ----------------- | -------- | ----- |
| 1    | Фэн Тао           | Китай    | 19,63 |
| 2    | Гиль Мармарашвили | СССР     | 19,53 |
| 3    | Цветолюб Стойчев  | Болгария | 19,50 |

### Мужские парные упражнения

#### Многоборье
| Ранг | Команда                           | Страна   | Очки  |
| ---- | --------------------------------- | -------- | ----- |
| 1    | Сю Хон, Ху Бинчен                 | Китай    | 29,55 |
| 2    | Валерий Ляпунов, Сергей Чижевский | СССР     | 29,45 |
| 3    | Иордан Аначков, Цветан Бояджиев   | Болгария | 29,22 |

#### Баланс
| Ранг | Команда                           | Страна   | Очки  |
| ---- | --------------------------------- | -------- | ----- |
| 1    | Валерий Ляпунов, Сергей Чижевский | СССР     | 19,72 |
| 1    | Сю Хон, Ху Бинчен                 | Китай    | 19,72 |
| 2    | Иордан Аначков, Цветан Бояджиев   | Болгария | 19,13 |

#### Темп
| Ранг | Команда                           | Страна   | Очки  |
| ---- | --------------------------------- | -------- | ----- |
| 1    | Валерий Ляпунов, Сергей Чижевский | СССР     | 19,50 |
| 2    | Сю Хон, Ху Бинчен                 | Китай    | 19,43 |
| 3    | Иордан Аначков, Цветан Бояджиев   | Болгария | 19,39 |

### Мужские групповые упражнения

#### Многоборье
| Ранг | Команда                                                            | Страна   | Очки  |
| ---- | ------------------------------------------------------------------ | -------- | ----- |
| 1    | Ван Пей, Чжао Жи, Ван Лию, Чжу Хуанбао                             | Китай    | 29,32 |
| 2    | Виктор Куралесов, Владимир Симонов, Виктор Быстров, Капиз Измайлов | СССР     | 38,19 |
| 3    | Венцеслав Генов, Борис Георгиев, Свилен Бояджиев, Диан Стоянов     | Болгария | 37,05 |

#### Баланс
| Ранг | Команда                                                            | Страна   | Очки  |
| ---- | ------------------------------------------------------------------ | -------- | ----- |
| 1    | Виктор Куралесов, Владимир Симонов, Виктор Быстров, Капиз Измайлов | СССР     | 19,72 |
| 2    | Ван Пей, Чжао Жи, Ван Лию, Чжу Хуанбао                             | Китай    | 19,46 |
| 3    | Венцеслав Генов, Борис Георгиев, Свилен Бояджиев, Диан Стоянов     | Болгария | 15,83 |

#### Второе упражнение
| Ранг | Команда                                                            | Страна   | Очки  |
| ---- | ------------------------------------------------------------------ | -------- | ----- |
| 1    | Венцеслав Генов, Борис Георгиев, Свилен Бояджиев, Диан Стоянов     | Болгария | 19,49 |
| 2    | Ван Пей, Чжао Жи, Ван Лию, Чжу Хуанбао                             | Китай    | 18,68 |
| 3    | Виктор Куралесов, Владимир Симонов, Виктор Быстров, Капиз Измайлов | СССР     | 18,50 |

### Женские акробатические прыжки

#### Многоборье
| Ранг | Гимнаст       | Страна   | Очки  |
| ---- | ------------- | -------- | ----- |
| 1    | Хуан Руйфен   | Китай    | 29,43 |
| 1    | Яо Чжихуа     | Китай    | 29,43 |
| 2    | Елена Бугаева | СССР     | 29,13 |
| 3    | Пенка Ненова  | Болгария | 29,12 |

#### Первое упражнение
| Ранг | Гимнаст           | Страна   | Очки  |
| ---- | ----------------- | -------- | ----- |
| 1    | Хуан Руйфен       | Китай    | 19,73 |
| 2    | Людмила Громова   | СССР     | 19,60 |
| 3    | Мели Маркова      | Болгария | 19,40 |
| 3    | Дорота Поплавская | Польша   | 19,40 |

#### Второе упражнение
| Ранг | Гимнаст       | Страна   | Очки  |
| ---- | ------------- | -------- | ----- |
| 1    | Елена Бугаева | СССР     | 19,66 |
| 1    | Яо Чжихуа     | Китай    | 19,66 |
| 2    | Пенка Ненова  | Болгария | 19,46 |
| 3    | Джил Холебмэк | США      | 19,33 |

### Женские пары

#### Многоборье
| Ранг | Команда                               | Страна   | Очки  |
| ---- | ------------------------------------- | -------- | ----- |
| 1    | Ирена Бакалова, Сильвия Костова       | Болгария | 29,43 |
| 2    | Анастасия Бабанина, Светлана Безручко | СССР     | 29,36 |
| 3    | Ду Сяо, Кан Жунсю                     | Китай    | 29,25 |

#### Первое упражнение
| Ранг | Команда                               | Страна   | Очки  |
| ---- | ------------------------------------- | -------- | ----- |
| 1    | Ирена Бакалова, Сильвия Костова       | Болгария | 19,83 |
| 2    | Анастасия Бабанина, Светлана Безручко | СССР     | 19,63 |
| 3    | Ду Сяо, Кан Жунсю                     | Китай    | 19,53 |

#### Второе упражнение
| Ранг | Команда                               | Страна   | Очки  |
| ---- | ------------------------------------- | -------- | ----- |
| 1    | Ирена Бакалова, Сильвия Костова       | Болгария | 19,80 |
| 2    | Анастасия Бабанина, Светлана Безручко | СССР     | 19,73 |
| 3    | Ду Сяо, Кан Жунсю                     | Китай    | 19,53 |

### Женские групповые упражнения

#### Многоборье
| Ранг | Команда                                               | Страна         | Очки  |
| ---- | ----------------------------------------------------- | -------------- | ----- |
| 1    | Светлана Кузнецова, Наталья Рыжевская, Инесса Спрогис | СССР           | 29,49 |
| 2    | Ян Тин, Ли Жунь, Ла Хайянь                            | Китай          | 29,32 |
| 3    | Тереза Мейл, Тереза Эндрюс, Габи Хукинг               | Великобритания | 28,46 |

#### Баланс
| Ранг | Команда                                               | Страна | Очки  |
| ---- | ----------------------------------------------------- | ------ | ----- |
| 1    | Светлана Кузнецова, Наталья Рыжевская, Инесса Споргис | СССР   | 19,72 |
| 2    | Ян Тин, Ли Жунь, Ла Хайянь                            | Китай  | 19,56 |
| 3    | Карин Кёниг, Таня Вайскирхер, Клаудиа Вайскирхер      | ФРГ    | 19,02 |

#### Темп
| Ранг | Команда                                               | Страна         | Очки  |
| ---- | ----------------------------------------------------- | -------------- | ----- |
| 1    | Светлана Кузнецова, Наталья Рыжевская, Инесса Споргис | СССР           | 19,59 |
| 1    | Ян Тин, Ли Жунь, Ла Хайянь                            | Китай          | 19,49 |
| 2    | Тереза Мейл, Тереза Эндрюс, Габи Хукинг               | Великобритания | 18,80 |
| 3    | Карин Кёниг, Таня Вайскирхер, Клаудиа Вайскирхер      | ФРГ            | 18,56 |

### Смешанные пары

#### Многоборье
| Ранг | Команда                                | Страна   | Очки  |
| ---- | -------------------------------------- | -------- | ----- |
| 1    | Светлана Махаличева, Евгений Махаличев | СССР     | 29,66 |
| 2    | Милена Бачева, Светослав Желязков      | Болгария | 29,46 |
| 3    | Лу Жиа, Ки Лижунь                      | Китай    | 29,33 |

#### Первое упражнение
| Ранг | Команда                                | Страна   | Очки  |
| ---- | -------------------------------------- | -------- | ----- |
| 1    | Светлана Махаличева, Евгений Махаличев | СССР     | 19,83 |
| 2    | Милена Бачева, Светослав Желязков      | Болгария | 19,66 |
| 3    | Лу Жиа, Ки Лижунь                      | Китай    | 19,50 |

#### Второе упражнение
| Ранг | Команда                                | Страна   | Очки  |
| ---- | -------------------------------------- | -------- | ----- |
| 1    | Светлана Махаличева, Евгений Махаличев | СССР     | 19,76 |
| 2    | Милена Бачева, Светослав Желязков      | Болгария | 19,62 |
| 2    | Лу Жиа, Ки Лижунь                      | Китай    | 19,56 |